# Dryopteris occidentalis
Dryopteris occidentalis är en träjonväxtart som beskrevs av J. P. Roux. Dryopteris occidentalis ingår i släktet Dryopteris och familjen Dryopteridaceae. Inga underarter finns listade.